# 彼得里·科波宁
彼得里·科波宁（芬蘭語：Petteri Koponen，1988年4月13日—），又译为佩特里·科波宁，出生于芬兰赫尔辛基，芬兰职业篮球运动员，司职控球后卫，身高193公分，体重95公斤。

## 芬兰联赛时期
科波宁进入他篮球生涯的首个俱乐部是马尔米超级篮球俱乐部（Malmi Super-Koris），随后年仅16岁的科波宁加盟了芬兰顶级篮球联赛中的球队埃斯波洪卡。在国际顶级教练Mihajlo Pavicevic和Henrik Dettmann的指导下，科波宁的球技和理念有了长足的进步，并且成为了球队夺得2006-07赛季芬兰联赛冠军的核心球员，随后他参加了2007年耐克篮球训练营，成为训练营中最出色的球员之一。
科波宁在球场上善于观察和传球，有着宽广的运动视野。能在任何角度找到场上的空位球员。处理球时的迅捷和果断可以为队友创造很多的快攻机会。他也是欧洲U-20B级冠军联赛芬兰队的首发控球后卫，并帮助球队最终获得了第三名，科波宁在赛事中得到了场均12.6分，3.4次助攻。据NBA选秀训练营的报告宣称，身高、速度以及良好的控为技术，科波宁会在未来的NBA拥有一席之地。

## NBA职业生涯
2007年6月28日，科波宁在2007年NBA选秀中首轮第30顺位被费城76人摘下，这也是选秀首轮的最后一个顺位。随后费城76人将科波宁交换去了波特兰开拓者，以换取42号顺位范德堡大学的德瑞克·贝耶斯以及现金优惠。